# Rajd Monte Carlo 1999

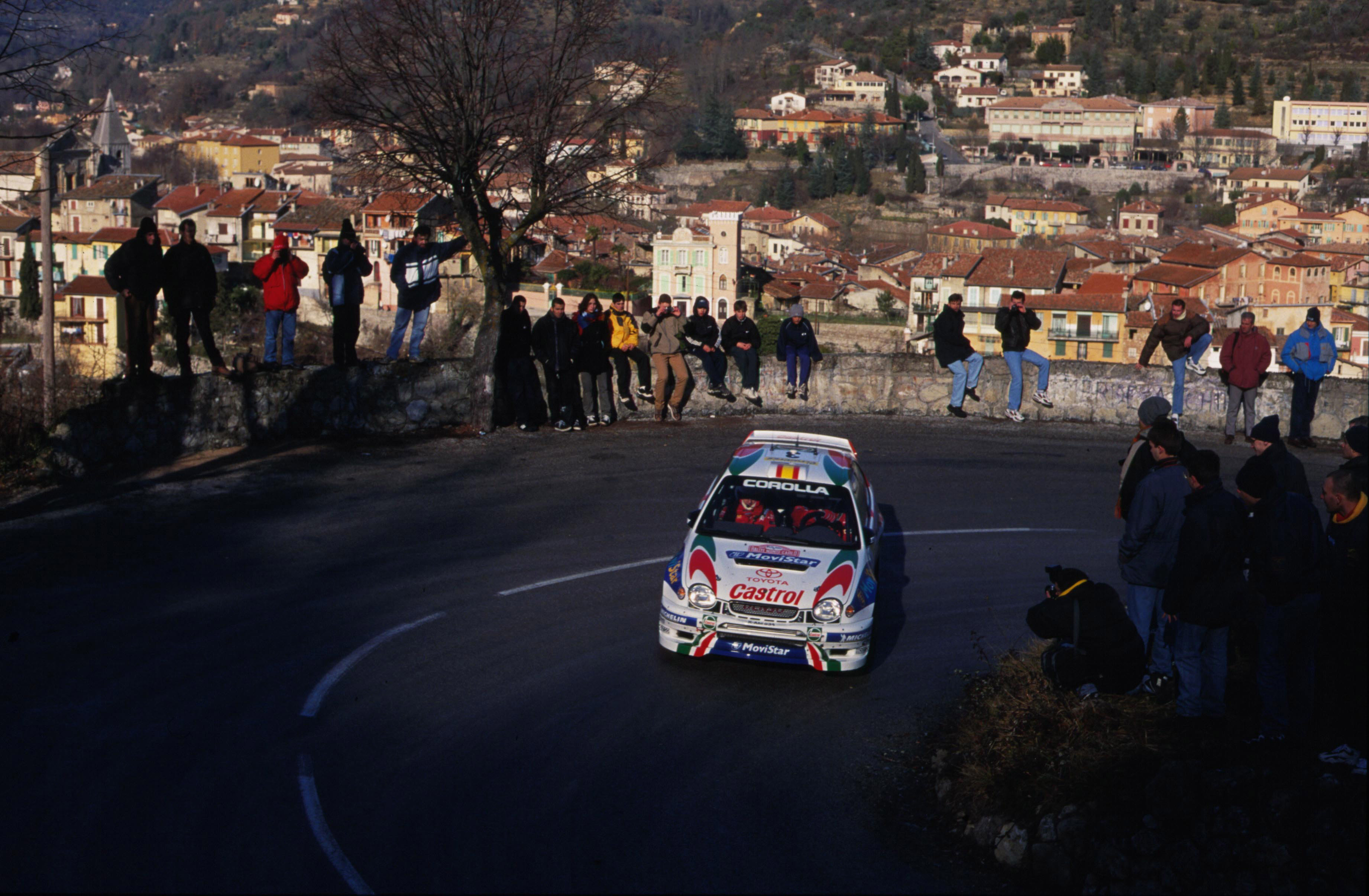
Carlos Sainz podczas rajdu

Rezultaty Rajdu Monte Carlo (67ème Rallye Automobile de Monte-Carlo), eliminacji Rajdowych Mistrzostw Świata w 1999 roku, który odbył się w dniach 18 stycznia - 20 stycznia. Była to pierwsza runda czempionatu w tamtym roku i pierwsza asfaltowa, a także pierwsza w Production World Rally Championship. Bazą rajdu było miasto Monte Carlo. Zwycięzcami rajdu została fińska załoga Tommi Mäkinen i Risto Mannisenmäki w Mitsubishi Lancerze Evo VI. Wyprzedzili oni rodaków Juhę Kankkunena i Juhę Repo w Subaru Imprezie WRC oraz Francuzów Didiera Auriola i Denisa Giraudeta w Toyocie Corolli WRC. Z kolei w Production WRC zwyciężyli Belgowie Marc Duez i Philippe Dupuy w Mitsubishi Carismie GT Evo V.
Rajdu nie ukończyło sześć załóg fabrycznych. Brytyjczyk Richard Burns w Subaru Imprezie WRC odpadł na 5. odcinku specjalnym z przycyzn technicznych. Jego rodak, Colin McRae, jadący Fordem Focusem WRC, wycofał się 14. oesie na skutek awarii silnika. Z tego samego powodu, Francuz Didier Auriol w Seacie Córdobie WRC, odpadł na 13. oesie. Odpadli też trzej kierowcy Peugeota 206 WRC. Francuzi François Delecour i Gilles Panizzi oraz Fin Marcus Grönholm wycofali się z jazdy na 5. odcinku specjalnym, wszyscy z powodu awarii ich samochodów.

## Klasyfikacja ostateczna
| Miejsce                | Zawodnik               | Pilot                  | Samochód                    | Czas                   | Strata                 | Grupa                  | Punkty                 |                        |
| Klasyfikacja generalna | Klasyfikacja generalna | Klasyfikacja generalna | Klasyfikacja generalna      | Klasyfikacja generalna | Klasyfikacja generalna | Klasyfikacja generalna | Klasyfikacja generalna | Klasyfikacja generalna |
| ---------------------- | ---------------------- | ---------------------- | --------------------------- | ---------------------- | ---------------------- | ---------------------- | ---------------------- | ---------------------- |
| 1.                     | Tommi Mäkinen          | Risto Mannisenmäki     | Mitsubishi Lancer Evo VI    | 5:16:50.6              |                        | A8 M                   | 10                     |                        |
| 2.                     | Juha Kankkunen         | Juha Repo              | Subaru Impreza WRC          | 5:18:35.3              | +1:44.7                | A8 M                   | 6                      |                        |
| 3.                     | Didier Auriol          | Denis Giraudet         | Toyota Corolla WRC          | 5:20:43.4              | +3:52.8                | A8 M                   | 4                      |                        |
| 4.                     | François Delecour      | Dominique Savignoni    | Ford Escort WRC             | 5:20:51.8              | +4:01.2                | A8                     | 3                      |                        |
| 5.                     | Bruno Thiry            | Stéphane Prévot        | Subaru Impreza WRC          | 5:20:53.1              | +4:02.5                | A8                     | 2                      |                        |
| 6.                     | Piero Liatti           | Carlo Cassina          | SEAT Córdoba WRC            | 5:23:48.7              | +6:58.1                | A8 M                   | 1                      |                        |
| 7.                     | Harri Rovanperä        | Risto Pietiläinen      | SEAT Córdoba WRC            | 5:23:52.9              | +7:02.3                | A8 M                   |                        |                        |
| 8.                     | Richard Burns          | Robert Reid            | Subaru Impreza WRC          | 5:26:15.2              | +9:24.6                | A8 M                   |                        |                        |
| 9.                     | Henrik Lundgaard       | Freddy Pedersen        | Toyota Corolla WRC          | 5:30:56.8              | +14:06.2               | A8                     |                        |                        |
| 10.                    | Marc Duez              | Philippe Dupuy         | Mitsubishi Carisma GT Evo V | 5:43:31.2              | +26:40.6               | N4                     |                        |                        |
| PWRC                   |                        |                        |                             |                        |                        |                        |                        |                        |
| 1. (10.)               | Marc Duez              | Philippe Dupuy         | Mitsubishi Carisma GT Evo V | 5:43:31.2              |                        | N4                     | 10                     |                        |
| 2. (12.)               | Gustavo Trelles        | Martin Christie        | Mitsubishi Lancer Evo V     | 5:51:07.7              | +7:36.5                | N4                     | 6                      |                        |
| 3. (15.)               | Christophe Spiliotis   | Hervé Thibaud          | Subaru Impreza WRX          | 5:54:59.7              | +11:28.5               | N4                     | 4                      |                        |
| 4. (16.)               | Christophe Arnaud      | Stéphane Arnaud        | Subaru Impreza 555          | 4:51:06.0              | +6:48.4                | N4                     | 3                      |                        |
| 5. (19.)               | Ferran Font            | Joan Sureda            | Mitsubishi Lancer Evo V     | 6:03:22.8              | +19.51.6               | N4                     | 2                      |                        |
| 6. (20.)               | David Truphemus        | Pascal Saivre          | Peugeot 306 S16             | 6:13:16.3              | +29:45.1               | N3                     | 1                      |                        |
| 2L WRC                 |                        |                        |                             |                        |                        |                        |                        |                        |
| 1. (17.)               | Andrea Maselli         | Nicola Arena           | Renault Clio Maxi           | 5:58:30.9              | -                      | N3                     |                        |                        |
| 2. (24.)               | Frédéric Maniccia      | Richard Thaon          | Renault Clio Williams       | 6:20:30.4              | +21:59.5               | A7                     |                        |                        |
| 3. (33.)               | Bernard Jaussaud       | Alain Bertrand         | Renault Clio Williams       | 6:34:21.7              | +35:50.8               | A7                     |                        |                        |

1. ↑  Litera M przy oznaczeniu grupy do której należy samochód oznacza, iż tylko ci kierowcy zdobywali punkty dla swoich zespołów liczonych w klasyfikacji producentów na koniec sezonu.

## Zwycięzcy odcinków specjalnych
| Dzień      | Odcinek | G. rozp. | Nazwa                    | Długość | Zwycięzca       | Czas    | Lider rajdu    |
| ---------- | ------- | -------- | ------------------------ | ------- | --------------- | ------- | -------------- |
| 1 (18 STY) | SS1     | 08:30    | Plan de Vitrolles - Faye | 48.28km | Tommi Mäkinen   | 34:36.4 | Tommi Mäkinen  |
| 1 (18 STY) | SS2     | 10:41    | l'Epine - Rosans         | 31.15km | Bruno Thiry     | 19:59.6 | Tommi Mäkinen  |
| 1 (18 STY) | SS3     | 13:16    | Ruissans - Eygalayes     | 27.56km | Gilles Panizzi  | 18:50.3 | Tommi Mäkinen  |
| 1 (18 STY) | SS4     | 16:18    | Prunieres - Embrun       | 33.82km | Colin McRae     | 20:50.3 | Gilles Panizzi |
| 1 (18 STY) | SS5     | 17:20    | St. Clement - St. Saveur | 20.35km | Colin McRae     | 13:58.0 | Gilles Panizzi |
| 2 (19 STY) | SS6     | 08:31    | BIF. C1 / D1 - Bayons    | 32.52km | Gilles Panizzi  | 24:13.1 | Gilles Panizzi |
| 2 (19 STY) | SS7     | 11:05    | Sisteron - Thoard        | 36.72km | Tommi Mäkinen   | 25:43.4 | Gilles Panizzi |
| 2 (19 STY) | SS8     | 14:26    | Entreveaux - St. Pierre  | 30.73km | Juha Kankkunen  | 23:58.4 | Tommi Mäkinen  |
| 2 (19 STY) | SS9     | 17:46    | Sospel - La Bollene 1    | 33.65km | Tommi Mäkinen   | 27:20.1 | Tommi Mäkinen  |
| 2 (19 STY) | SS10    | 18:37    | Lantosque - Luceram 1    | 20.87km | Colin McRae     | 15:22.7 | Tommi Mäkinen  |
| 3 (20 STY) | SS11    | 08:20    | Sospel - La Bollene 2    | 33.65km | Didier Auriol   | 28:06.2 | Tommi Mäkinen  |
| 3 (20 STY) | SS12    | 09:11    | Lantosque - Luceram 2    | 20.87km | Colin McRae     | 15:43.2 | Tommi Mäkinen  |
| 3 (20 STY) | SS13    | 11:23    | Sospel - La Bollene 3    | 33.65km | Harri Rovanperä | 26:53.4 | Tommi Mäkinen  |
| 3 (20 STY) | SS14    | 12:14    | Lantosque - Luceram 3    | 20.87km | Didier Auriol   | 15:19.0 | Tommi Mäkinen  |

## Klasyfikacja po 1 rundzie
Tabele przedstawiają tylko pięć pierwszych miejsc.

### Kierowcy
| Lp. | Kierowca          | Pkt |
| --- | ----------------- | --- |
| 1   | Tommi Mäkinen     | 10  |
| 2   | Juha Kankkunen    | 6   |
| 3   | Didier Auriol     | 4   |
| 4   | François Delecour | 3   |
| 5   | Bruno Thiry       | 2   |

### Producenci
| Lp. | Producent                    | Pkt |
| --- | ---------------------------- | --- |
| 1   | Marlboro Mitsubishi Ralliart | 10  |
| 2   | Subaru WRT                   | 7   |
| 3   | Seat Sport                   | 5   |
| 4   | Toyota Castrol Team          | 4   |